# Kaufmännische Schule 1 (Stuttgart)
Die Kaufmännische Schule 1 ist eine kaufmännische Berufsschule, eine Wirtschaftsoberschule, Berufsaufbauschule und Berufskolleg der Stadt Stuttgart.

## Allgemeines
Die Kaufmännische Schule 1 ist einmal mit Hauptsitz im Stuttgarter Stadtteil Feuersee in der Hasenbergstraße 26  mit einer Außenstelle in der Zellerstraße 37  im Stadtteil Weinsteige untergebracht. Das Gebäude in der Zellerstraße 37 steht unter Denkmalschutz.

## Geschichte
Die Kaufmännische Schule 1 hat ihren Ursprung in der Städtischen Handelsschule, welche 1905 gegründet wurde. 1934 zog der Teil der Schule, aus dem später die Kaufmännische Berufsschule für Jungen wurde, in die Hasenbergstraße.
Im Zweiten Weltkrieg wurde die Schule in der Nacht vom 24. auf den 25. Juli 1944 durch Bombenangriffe teilweise zerstört, wodurch der Unterricht erst teilweise und nach Kriegsende ganz zum Erliegen kam. Nach dem Wiederaufbau erfolgte 1948 ihre erneute Inbetriebnahme.
Im Jahr 1951 wurde ein Zweig der Höheren Handelsschule zur Kaufmännischen Berufsschule für Mädchen. 1964 wurde die Schule durch eine Neugliederung der Stadt Stuttgart in einzelne Wirtschaftszweige nach Fachklassen für Lehrlinge aus Kreditinstituten, Versicherungen, Speditions- und Reisebürounternehmen gegliedert.
1988 erfolgte die Fertigstellung und Eröffnung des neuen Schulgebäudes an der Ecke Hasenbergstraße/Augustenstraße. Die bereits bestehende Schulanlage aus den 1930er Jahren wurde mit einer Bibliothek, einem Schüleraufenthaltsraum, einem Konferenzraum und 30 Klassenräumen auf 4 Stockwerken ergänzt. Nach dem Umbau übersiedelten die beiden Außenstellen in der Stafflenbergstraße (Schule für Spediteure) und in Sillenbuch (Schule für Reiseverkehr und Versicherung) und später auch die Talstraße (Standort der Öffentlichen Verwaltung) in die Hasenbergstraße.
2006 wurde im Rahmen der Qualitätsentwicklung an der KS1 bezüglich der Namensgebung die Römische Ziffer I durch die lateinisch Zahl 1 ersetzt, um die Bedeutung der Schule als erste kaufmännische Schule in Stuttgart darzustellen.
Im Sommer 2009 wurde die Innenrenovierung im Altbau fortgesetzt. Ende September 2009 öffnete in den Räumen der ehemaligen Hausmeisterwohnung ein Schülercafé. Im Jahr 2010 verzeichnete die Schule eine Gesamtschülerzahl von 3200 Schülern und es wurde für die  Wirtschaftsoberschule eine sechste Eingangsklasse eröffnet.

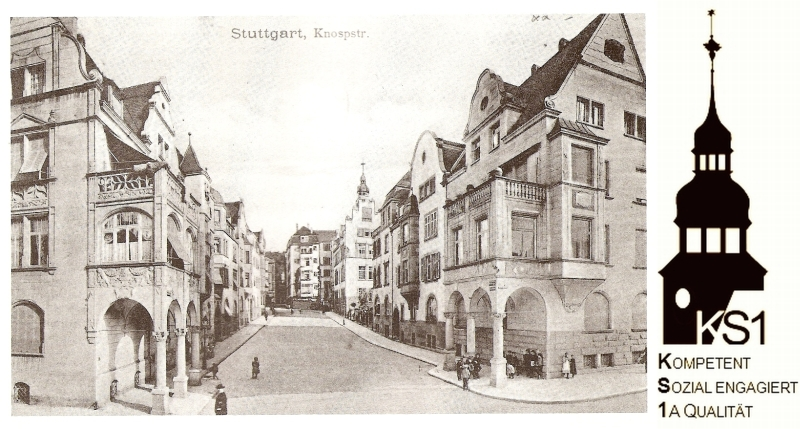
Historische Aufnahme des Schulgebäudes
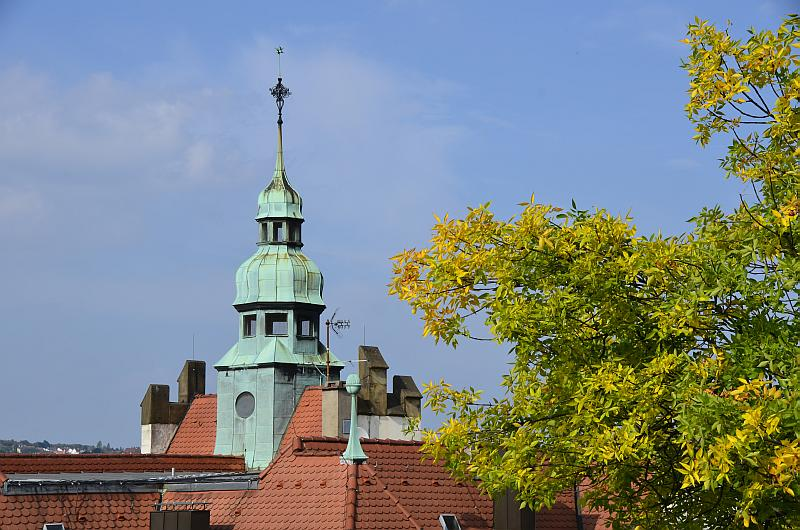
Bild des charakteristischen Turms der KS1
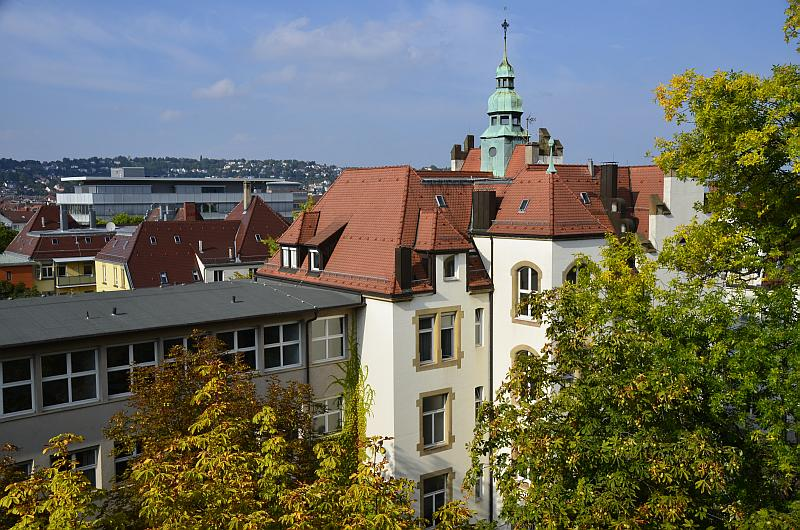
Aussicht auf das Schulgebäude

## Angebot

### Schulformen
- Wirtschaftsoberschule[5]
- Berufsaufbauschule Wirtschaft[6]
- Berufskolleg I und II[7]
- Kaufmännische Berufsschule[8]

### Ausbildungsberufe
- Verwaltungsfachangestellter
- Sekretäranwärter (Beamter im mittleren Dienst)
- Verwaltungsfachangestellter mit Zusatzqualifikation zur FHR
- Sozialversicherungsfachangestellter
- Kaufmann im Gesundheitswesen
- Sport- und Fitnesskaufmann
- Sportfachmann[9]
- Kaufmann für Spedition und Logistikdienstleistungen
- Logistikassistent
- Tourismuskaufmann und Tourismusassistent[10]
- Fachkraft für Kurier-, Express- und Postdienstleistungen
- Kaufmann für Kurier-, Express und Postdienstleistungen
- Servicefahrer[11]
- Bankkaufmann
- Finanzassistent
- Kaufmann für Versicherungen und Finanzen (Fachrichtungen Versicherung, Finanzberatung)[12]
- Kaufmann im Einzelhandel
- Kaufmann im Einzelhandel mit der Zusatzqualifikation Managementassistent im Einzelhandel
- Verkäufer[13]
- Fachkraft für Lagerlogistik
- Fachlagerist[14]

## Schulpartnerschaften
Die Kaufmännische Schule 1 pflegt Partnerschaften mit:
- März 2010: FEDA Barcelona, Spanien[15]
- Mai 2014: FEDA Madrid, Spanien[16]
- Juni 2018: International TVET, Singapur[17]

Kooperationen mit weiteren Schulen:
- Hans-Mandl-Berufsschule, Wien, Österreich[18]
- Chamber Business School, St. Helens, England[19]
- Technikum Nr. 3, Łódź, Polen[20]